# 陳子聰
陳子聰（1972年11月30日—），男，香港演員及香港Hip Hop樂隊廿四味、Alive成員，亦為前模特兒。

## 簡歷
陳子聰生於香港，七個月大時移民澳洲，在墨爾本中產家庭長大，於澳洲墨爾本皇家理工大學機電工程系學士畢業。他的外公馬保是太平餅乾創辦人。
二十歲回港做兼職模特兒，後轉為演員及樂隊成員。多年來接拍多部電影、並參與不少廣告和MV。
2003年11月，陳與香港女演員、港澳富商何鴻燊之女何超儀於澳洲註冊結婚。
2005年與吳彥祖、尹子維及連凱組成『港版F4』樂隊Alive，推出單曲《阿當的抉擇》。
他現為X-FED香港極限運動聯盟會長、香港滾軸運動聯盟會長及香港尾波聯盟榮譽會長。
另外，陳子聰曾患上嚴重的主動脈撕裂，導致一度昏迷超過一個月。幸好得到適當的治療挽救生命。太太何超儀也在訪問中表示陳子聰的生活及飲食習慣也不太健康，例如經常有抽煙及菸酒的習慣。

## 電影
- 1997年：《殺殺人跳跳舞》（Ballistic Kiss）
- 1998年：《失業特工隊》（The Extra）
- 1999年：《驚天動地》（Red Rain）
- 2001年：《完美情人》（Every Dog has his Date）
- 2001年：《愛情白麵包》（Bakery Amour）
- 2002年：《慳錢家族》（Frugal Game）
- 2002年：《變臉迷情》（Devil Face, Angel Heart）
- 2004年：《我要做Model》（Super Model）
- 2006年：《四大天王》（The Heavenly Kings）
- 2006年：《宝贝计划》（Rob-B-Hood）
- 2007年：《破事兒》（Trivial Matters）
- 2009年：《大搜查之女》（Lady Cop & Papa Crook）
- 2009年：《同門》（Rebellion）
- 2010年：《飛砂風中轉》（Once A Gangster）
- 2011年：《喜愛夜蒲》（lan kwai fong）

## 電視劇
- 2006年：《老馮日記》（Stephen's Diary）